# تشکیلات محلی

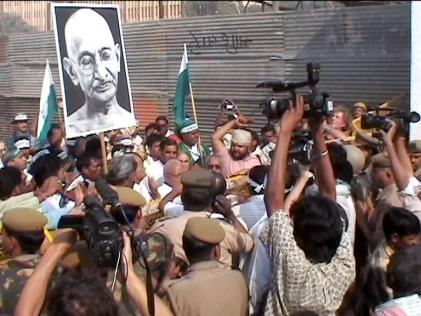
جنادش ۲۰۰۷ - یک جنبش اقدام اجتماعی برای حقوق زمین در هند

تشکیلات محلی یا سازمان محلی یا سازمان جماعتی به سازماندهی با هدف ایجاد پیشرفت‌های مطلوب در سلامت یک اجتماع، رفاه و عملکرد کلی جامعه اشاره دارد. تشکیلات محلی در جوامع محدود جغرافیایی، روانی، اجتماعی، فرهنگی، معنوی یا دیجیتالی بوجود می‌آیند.